# Phytoseius acaciae
Phytoseius acaciae är en spindeldjursart som beskrevs av Thomas Walter och John Stanley Beard 1997. Phytoseius acaciae ingår i släktet Phytoseius och familjen Phytoseiidae. Inga underarter finns listade i Catalogue of Life.